# Буялик
Буяли́к (до 2024 — Петрівка) — селище в Україні, у Великобуялицькій сільській громаді Березівського району Одеської області.
На території селища розташована залізнична станція Буялик на лінії Помічна — Одеса.
Староста селища Буялик і села Улянівка — Єргієв Юрій Іванович.

## Історія
Засноване 1927 року вихідцями з села Великий Буялик. Назву отримало від колгоспу імені Петровського, на землях якого і було засноване.
2 січня 1957 року, рішенням виконавчого комітету Одеської обласної ради депутатів трудящих набуло статусу селища міського типу.
13 квітня 1957 року селище залізничної станції Буялик приєднано до складу смт Петрівка.
10 квітня 2024 року Комітет Верховної Ради України з питань організації державної влади, місцевого самоврядування, регіонального розвитку та містобудування підтримав перейменування селища на Буялик. 19 вересня 2024 року Верховна Рада підтримала перейменування селища Петрівка на Буялик. 26 вересня 2024 року перейменування набуло чинності.

## Населення

### Мова
Розподіл населення за рідною мовою за даними перепису 2001 року:
| Мова            | Кількість | Відсоток |
| --------------- | --------- | -------- |
| російська       | 2661      | 54.33%   |
| українська      | 1664      | 33.97%   |
| болгарська      | 513       | 10.47%   |
| румунська       | 27        | 0.55%    |
| білоруська      | 8         | 0.16%    |
| вірменська      | 7         | 0.14%    |
| гагаузька       | 1         | 0.02%    |
| німецька        | 1         | 0.02%    |
| інші/не вказали | 16        | 0.34%    |
| Усього          | 4898      | 100%     |